# Бийск
Бийск — город в Алтайском крае России. Крупный научный и промышленный центр Юго-Западной Сибири, второй по численности населения город Алтайского края. Наукоград.
Город краевого значения, административный центр Бийского района, в состав которого не входит. Вместе с рядом населённых пунктов образует городской округ город Бийск.

## Этимология
Основан в 1709 году на реке Бие как Бийская крепость, с 1782 года — город Бийск. Гидроним из самодийского би — «вода, река».

## История
29 февраля 1708 года из Сибирского приказа в Кузнецкую крепость было отправлено распоряжение со ссылкой на указ Петра I о строительстве военного укрепления в южной части Кузнецкого уезда:  «на реках Бии и Катуни в пристойном месте для збору ясашной казны и к селению пашенных крестьян построить острог со всякими крепостьми». Датой начала существования построенного в районе слияния Бии и Катуни укрепления, названного строителями Бикатунский острог, принято считать 18 июня 1709 года (эта дата записана в первом списке поселенцев крепости). Укрепление должно было защищать юго-восточные границы Российского государства и торговые пути, ведущие в Китай и Монголию. Точное местонахождение острога не установлено, вероятнее всего, он находился на правом (северном) берегу реки Бии в месте слияния её с Катунью либо немного выше по течению, контролируя традиционное место переправы. В то время Верхнее Приобье, в том числе местность, выбранная для строительства острога, было населено предками современных кумандинцев и телеутов.
Острог был вооружён несколькими пушками. Летом 1710 года направлявшаяся к Кузнецкой крепости армия джунгар не смогла преодолеть Бию, перекрытую пушками острога, и вынуждена была задержаться для переправы в другом месте. Благодаря этому была потеряна внезапность нападения. Отступив от крепости, джунгары осадили и сожгли Бикатунский острог.
В 1718 году укрепление было восстановлено, уже как Бикатунская крепость, на новом месте в 20 км выше по течению Бии, на правом берегу реки. Новое расположение не соответствовало старому названию, в 1732 году Бикатунская крепость была переименована в Бийскую. Она вошла в Бийско-Кузнецкую казачью линию и в 1756 году сыграла важную роль в ходе вхождения населения горных территорий к югу (алтайцев) в состав Российской империи.
До 1779 года Бийская крепость находилась в составе Тобольской губернии. По указу Екатерины II от 1 мая 1779 года вошла в Барнаульский уезд образованной в составе губернии Колыванской области. С 1782 года Бийск является уездным городом. В 1783 году область преобразована в Колыванскую губернию. В 1786 году уездный центр был перенесён в Барнаул. Неточности в официальных документах того времени привели к тому, что современные города Бийск и Барнаул оспаривают приоритет старейшего города современного Алтайского края. 1 мая 1797 года был упразднён городской магистрат Бийска, а жители переданы в подчинение Кузнецкого городского магистрата (ныне город Новокузнецк).
26 февраля 1804 года была образована Томская губерния, в составе которой создан Бийский уезд Барнаульского округа. С этого времени Бийск вновь становится городом, 12 марта 1804 был утверждён его герб: «В щите, разделённом горизонтально надвое, в верхней половине герб Томский, а в нижней в голубом поле на золотой горе горная шахта». В 1822 году ещё раз обращён в село, но в 1827 году снова был признан уездным городом.
С ликвидацией крепости в 1846 году преобразуется из военно-административного в торгово-промышленный центр. Начали строиться предприятия по переработке местного сырья: кожевенный, винокуренный и лесопильный заводы, махорочная и льноткацкая фабрики, паровая мельница, холодильник и ряд кирпичных заводов, а также полукустарные мастерские по металлообработке. Отличительная особенность финансово-экономического развития в предреволюционное десятилетие — высокое сосредоточение банковского капитала. Наряду с местными кредитными учреждениями в городе успешно действовали отделения таких крупных банков, как Сибирский торговый, Русско-Азиатский и Петроградский международный коммерческий банки. Вложения капиталов, в том числе иностранных, шли в основном в маслосыроделие, лесоразработки, золотодобычу, зерновое хозяйство.
В 1910 году открыта льноткацкая фабрика братьев Бородиных.
Кроме того, в течение многих десятилетий, с 1830 по 1917 годы Бийск был центром Алтайской духовной миссии. Именно в её стенах между 1834 и 1841 годами настоятелем миссии, архимандритом Макарием (Глухарёвым) был сделан не потерявший до сих пор своего значения один из первых в России научных переводов Библии с языков оригиналов (древнееврейского и древнегреческого) на русский язык.
17 декабря 1917 года была установлена власть советов, первым председателем совета депутатов стал Захар Двойных. Бийские красногвардейцы в июне 1918 года приняли участие в сражениях против белочехов. Тем не менее, 19 июня 1918 года город перешёл под контроль войск Временного Сибирского правительства, а затем А. В. Колчака. Весной 1919 года действовала, готовя вооружённое восстание, подпольная большевистская группа под руководством П. М. Мерлина, разгромленная в июне. Советская власть была вновь установлена 9 декабря 1919 года.
В 1926 году через город прошёл Алтайский этап Центрально-Азиатской экспедиции Николая Рериха. В том далеком 1926 году экспедиция в Горный Алтай начинала свой путь от гостиницы «Деловой двор» (бывший пассаж купца Второва по ул. Толстого, 144, сейчас здесь располагаются управления образования, культуры, спорта и молодёжной политики горадминистрации). 7 августа 2002 года на этом здании в честь Николая Константиновича Рериха была установлена мемориальная доска, автор-оформитель — художник С. А. Морозов.
Во время Великой Отечественной войны на фронт ушло 26456 бийчан, из которых не вернулось 9772 человека. В Бийск был эвакуирован ряд крупных промышленных предприятий (котельный завод, завод «Молмаш», завод «Продмаш», завод «Электропечь», Дмитровский завод фрезерных станков, спичечная фабрика, обувная фабрика и др.). Кроме того, здесь размещалось 25 госпиталей, в которых восстановили здоровье более 200 тысяч раненых. В октябре 1941 года в город было эвакуировано Мичуринское военное инженерное училище, и находилось в Бийске до января 1942 г..
Летом 1961 года в Бийске происходили массовые волнения, этот случай считается одним из самых громких в СССР.
Указом Президиума Верховного Совета СССР от 21 февраля 1975 года город был разделён на два района: Приобский и Восточный, в 2002 году районное деление было упразднено.
В декабре 2003 года посёлки городского типа (рабочие посёлки) Нагорный и Сорокино были упразднены как населённые пункты и включены в городскую черту Бийска. Затем Нагорный был восстановлен в качестве сельского населённого пункта с категорией посёлка.

## Органы власти
Глава города является высшим должностным лицом муниципального образования и наделяется собственными полномочиями по решению вопросов местного значения. Глава города избирается думой города на пять лет из числа кандидатов, представленных конкурсной комиссией по результатам конкурса. Глава города возглавляет администрацию города.
Администрация города является исполнительно-распорядительным органом местного самоуправления и наделена Уставом муниципального образования город Бийск полномочиями по решению вопросов местного значения и полномочиями по осуществлению отдельных государственных полномочий, переданных органам местного самоуправления федеральным и краевым законодательством.
Дума города является постоянно действующим представительным органом местного самоуправления. Состоит из 30 депутатов, избираемых населением города на прямых выборах сроком на 5 лет. Установленный срок полномочий не может быть изменён в течение текущего срока полномочий думы. Дума из своего состава избирает председателя думы города, а также его заместителя.

## Официальная символика
Герб уездному городу Бийску был пожалован именным указом императора Александра I 20 марта 1804 года. Его верхняя часть представляет собой герб губернского города Томска: на «щите, имеющем зелёное поле, изображён серебряный конь, бегущий в правую сторону». Поскольку в то время Бийск был уездным городом, относящимся к Колывано-Воскресенскому горному округу, на гербе появилось изображение шахты. 28 марта 2008 года городская дума утвердила положение о гербе муниципального образования город Бийск, в котором сказано: «Герб города Бийска имеет форму французского щита без короны и ленты. Щит разделён на две равные части по горизонтали. В верхней части расположен томский (губернского города), или наместнический, герб: на зелёном поле изображена белая скачущая в левую сторону лошадь. В нижней части герба на голубом фоне на золотой горе — горная шахта».
Гимн города был утверждён думой города 23 октября 2008 года, его текст написал поэт, заслуженный работник культуры РФ Сергей Алексеевич Иноземцев. Конкурс по разработке эскиза флага не состоялся.

## Физико-географическое положение

### Географическое положение
Расположен в юго-восточной части Алтайского края на реке Бии, недалеко от её слияния с рекой Катунью. Город находится на юго-западном склоне Бийско-Чумышской возвышенности, лежит, в основном, на узкой луговой правой террасе Бии и круто поднимающемся склоне нагорного лёссового плато. Часть города расположена на левом низменном берегу, примыкая к сосновым борам. Правобережная и левобережная части Бийска соединены тремя мостами.
Город является начальным пунктом Чуйского автомобильного тракта, идущего через Алтай к границе с Монголией.
Расстояние до города Барнаула 157 км, до казахстанского Усть-Каменогорска 339 км, до Новосибирска 355 км, до Москвы 3735 км. До границы с Казахстаном 210 км, до границы с Монголией 617 км.
В Бийске, даже вблизи летнего солнцестояния, ночью всегда наблюдается период практически полной темноты поэтому светлых летних ночей, характерных для Барнаула и Новосибирска, в Бийске уже нет.
Также см. Водоёмы Бийска.

### Часовой пояс
Город Бийск находится в часовой зоне МСК+4. Смещение применяемого времени относительно UTC составляет +7:00. Истинный полдень наступает в 13:19 местного времени.

### Климат
Климат резко континентальный.
Расположен город в континентальной области северного умеренного климатического пояса Земли. Находится на юго-востоке Западно-Сибирской равнины на южном краю Бийско-Чумышской возвышенности в зоне лесостепи с достаточным увлажнением и характеризуется холодной зимой и жарким летом. Так, в холодное время года климат мало чем отличается от других территорий юга Западной Сибири, однако холодный воздух Сибирского антициклона может несколько дольше застаивается, чем в Барнауле или Новокузнецке, так как Бийск более прикрыт горными системами от ветров. Город и южная часть Бийского района характеризуются наименьшей среднегодовой скоростью ветра в Алтайском крае и одним из самых низких значений этого показателя в России (ниже среднегодовая скорость ветра только в межгорных котловинах Республики Алтай и Якутии). В конце декабря-январе какой-либо ветер может отсутствовать много дней подряд. Такая штилевая погода способствует сильному загрязнению атмосферы города из-за накопления выбросов. Летом близость к горным системам Алтая и Салаирского кряжа значительно смягчает климат, формируя более комфортную погоду, похожую на погоду городов европейской части России. Среднемесячные летние температуры в Бийске несколько ниже, чем в расположенных севернее, но дальше от гор Барнауле и Омске. Осадков в летний период в Бийске выпадает больше, чем в городах Западной Сибири, более удаленных от гор. Распределение осадков по месяцам в Бийске равномернее, чем в Барнауле, Кемерове и Новосибирске. В целом климат Бийска и его окрестностей благоприятен для сельского хозяйства, что в сочетании с удобным рельефом местности способствует развитию аграрных производств на окраинах города (Фоминское, Одинцовка, Боровое, Новый) и в пригородах (Мирный, Сафоновка, Новая Чемровка, Шубенка, Первомайский, Малоугреневское, Верх-Катунское). Даже в период аномальной жары и засухи 2012 года в Бийске все равно выпадали осадки.
В целом, климат характеризуется следующими усреднёнными параметрами:
- среднегодовая температура воздуха: 3,2 °C (ранее фиксировались значения 2,1 и 2,8 °C);
- относительная влажность воздуха: 70,8 %;
- средняя скорость ветра: 2,1 м/с.

Наименьшие температуры воздуха за всю историю метеонаблюдений отмечались в начале января 2001 года: −51,8 °С, наибольшие — в конце июля 2012 г.: +38,9 °С.
| Показатель | Янв.  | Фев.  | Март  | Апр.  | Май  | Июнь | Июль | Авг. | Сен. | Окт.  | Нояб. | Дек.  | Год   |
| --- | ----- | ----- | ----- | ----- | ---- | ---- | ---- | ---- | ---- | ----- | ----- | ----- | ----- |
| Абсолютный максимум, °C | 6,5   | 9,9   | 17,4  | 33,7  | 36,7 | 36,6 | 38,9 | 38,8 | 33,6 | 28,4  | 19,7  | 10,8  | 38,9  |
| Средний суточный максимум, °C | −8,9  | −7,5  | 0,0   | 10,3  | 19,8 | 25,4 | 27,0 | 24,2 | 18,6 | 8,6   | −1,6  | −7,9  | 9,0   |
| Средняя температура, °C | −13,9 | −13,3 | −5,9  | 4,4   | 12,9 | 18,7 | 20,5 | 17,8 | 12,2 | 3,8   | −5,9  | −12,6 | 3,2   |
| Средний суточный минимум, °C | −18,9 | −19,1 | −11,7 | −1,5  | 6,0  | 12,0 | 14,1 | 11,4 | 5,9  | −1    | −10,1 | −17,2 | −2,5  |
| Абсолютный минимум, °C | −51,8 | −50,6 | −43,1 | −32,4 | −7,2 | −1,2 | 0,8  | −2,1 | −7,6 | −24,1 | −43,6 | −50,5 | −51,8 |
| Норма осадков, мм | 32    | 27    | 25    | 42    | 52   | 58   | 64   | 56   | 47   | 45    | 54    | 46    | 548   |
| Источник: метеостанция "Бийск-Зональная" (Тср °С и осадки), Weather online (Тmax и Тmin °C) http://ru.climate-data.org/location/969098/ |       |       |       |       |      |      |      |      |      |       |       |       |       |

| Справочно средняя температура 1959—1968 гг | Справочно средняя температура 1959—1968 гг | Справочно средняя температура 1959—1968 гг | Справочно средняя температура 1959—1968 гг | Справочно средняя температура 1959—1968 гг | Справочно средняя температура 1959—1968 гг | Справочно средняя температура 1959—1968 гг | Справочно средняя температура 1959—1968 гг | Справочно средняя температура 1959—1968 гг | Справочно средняя температура 1959—1968 гг | Справочно средняя температура 1959—1968 гг | Справочно средняя температура 1959—1968 гг | Справочно средняя температура 1959—1968 гг | Справочно средняя температура 1959—1968 гг |
| Месяц                                      | Янв                                        | Фев                                        | Мар                                        | Апр                                        | Май                                        | Июн                                        | Июл                                        | Авг                                        | Сен                                        | Окт                                        | Ноя                                        | Дек                                        | Год                                        |
| 2018 год, °C                               | −21.5                                      | −13.6                                      | −5.0                                       | 4.4                                        | 9.9                                        | 20.2                                       | 18.8                                       | 18.0                                       | 11,4                                       | 6,5                                        | -7,5                                       | -16,5                                      | 2,1                                        |
| ------------------------------------------ | ------------------------------------------ | ------------------------------------------ | ------------------------------------------ | ------------------------------------------ | ------------------------------------------ | ------------------------------------------ | ------------------------------------------ | ------------------------------------------ | ------------------------------------------ | ------------------------------------------ | ------------------------------------------ | ------------------------------------------ | ------------------------------------------ |

## Население
| 1709     | 1782     | 1856     | 1897     | 1914     | 1920     | 1926     | 1931     | 1939     | 1956     | 1959     |
| -------- | -------- | -------- | -------- | -------- | -------- | -------- | -------- | -------- | -------- | -------- |
| 646      | ↗2400    | ↗3100    | ↗17 200  | ↗27 000  | ↗41 614  | ↗46 000  | ↗53 400  | ↗80 000  | ↗112 000 | ↗146 416 |
| 1967     | 1970     | 1973     | 1975     | 1976     | 1979     | 1982     | 1985     | 1986     | 1987     | 1989     |
| ↗181 000 | ↗186 344 | ↗199 000 | ↗205 000 | →205 000 | ↗211 567 | ↗218 000 | ↗222 000 | ↗227 000 | ↗231 000 | ↗233 238 |
| 1990     | 1991     | 1992     | 1993     | 1994     | 1995     | 1996     | 1997     | 1998     | 1999     | 2000     |
| ↘229 000 | ↗235 000 | →235 000 | ↘234 000 | ↘233 000 | ↘227 000 | →227 000 | ↘226 000 | ↘225 000 | ↗225 700 | ↘225 000 |
| 2001     | 2002     | 2004     | 2005     | 2006     | 2007     | 2008     | 2009     | 2010     | 2011     | 2012     |
| ↘223 500 | ↘218 562 | ↗229 400 | ↘227 600 | ↘225 300 | ↘223 000 | ↘221 400 | ↘219 774 | ↘210 115 | ↘210 011 | ↘207 409 |
| 2013     | 2014     | 2015     | 2016     | 2017     | 2018     | 2019     | 2020     | 2021     | 2023     | 2024     |
| ↘205 250 | ↘203 539 | ↗204 164 | ↘203 826 | ↘203 108 | ↘201 914 | ↘200 629 | ↘199 464 | ↘183 852 | ↘181 678 | ↘180 851 |
| 2025     |          |          |          |          |          |          |          |          |          |          |
| ↘179 211 |          |          |          |          |          |          |          |          |          |          |

На 1 января 2025 года по численности населения город находился на 103-м месте из 1124 городов Российской Федерации.

### Национальный состав[62]
| национальность | мужчин  | женщин  | всего   | %    |
| -------------- | ------- | ------- | ------- | ---- |
| русские        | 97 832  | 121 232 | 219 064 | 94,7 |
| украинцы       | 1 202   | 1 399   | 2 601   | 1,12 |
| немцы          | 951     | 1 112   | 2 063   | 0,89 |
| азербайджанцы  | 645     | 379     | 1 024   | 0,44 |
| татары         | 467     | 501     | 968     | 0,42 |
| цыгане         | 366     | 423     | 789     | 0,34 |
| кумандинцы     | 310     | 422     | 732     | 0,32 |
| белорусы       | 306     | 419     | 725     | 0,31 |
| армяне         | 339     | 254     | 593     | 0,26 |
| итого:         | 103 903 | 127 269 | 231 172 | 100  |

## Образование и культура
Бийск — крупный учебный и культурный центр юга Алтайского края. В городе действуют филиалы ряда высших учебных заведений: Бийский филиал имени В. М. Шукшина Алтайского государственного педагогического университета, Бийский технологический институт (филиал Алтайского государственного технического университета имени И. И. Ползунова), филиал Алтайского государственного университета, филиал Московского открытого социального университета и филиал Московской современной гуманитарной академии. Помимо вузов действуют медицинский, музыкальный, педагогический, политехнический колледжи, а также экономики и права, 4 техникума, профессиональный лицей и ряд профессиональных училищ. Общее образование дают Бийский лицей, 4 гимназии, кадетская школа и около 40 общеобразовательных школ. Работают 4 музыкальные школы, 46 дошкольных учреждений.
Функционируют 15 библиотек. Центральная городская библиотека имени В. М. Шукшина основана в 1900 году, её фонды насчитывают около 500 тысяч книг.
Основанный в 1920 году Бийский краеведческий музей имени В. В. Бианки является одним из самых крупных и старых на Алтае музеев. В историческом архиерейском доме Бийского архиерейского подворья — уникальном комплексном памятнике архитектуры и истории РФ, размещается музей истории Алтайской духовной миссии, открытый в начале 2008 года. Самым древним экспонатом музея является старопечатная книга «Октоих», изданная в Москве в 1618 году.
Действуют основанный в 1943 году городской драматический театр (построен как Народный дом в 1914—1916 годах архитектором И. Ф. Носовичем), современный четырёхзальный кинотеатр «Планета кино», кинотеатр «Киномир» в ТРК «Воскресенье», имеющий пять залов.
Помимо этого, находятся несколько клубов и дворцов культуры, а также досуговые заведения для молодёжи.
18 августа 2018 года Международным Комитетом Знамени Мира (неправительственной организации при ООН) городу было вручено Знамя Мира. На торжественной церемонии вручения Знамени Мира президент МКЗМ Алисия Родригес назвала Алтай — Территорией Мира, а всех его жителей посланниками Мира. Знамя Мира будет находиться в администрации города Бийска[значимость факта?].

## Города-побратимы
Монголия Ховд дата неизвестна
 Аргентина Сан-Мигель-де-Тукуман 1995 год

## Экономика

### Промышленность
Тепловой энергией часть города на правом берегу и часть предприятий обеспечивает Бийская ТЭЦ (ранее входившая в состав АО «СИБЭКО» под руководством Абызова М. Н., сейчас входит в состав Сибирской генерирующей компании(СГК)), отпуск электрической энергии Бийской ТЭЦ производится в ЦДР «ФОРЭМ». Заречную часть города тепловой энергией на условиях концессии обеспечивает СГК, МУП города Бийска Водоканал курирует три малых котельных. Электроснабжение города осуществляет АО «Алтайкрайэнерго» (Бийские ВЭС, Бийские МЭС)
Газоснабжение по городу в основном производится сжиженным газом ООО «Алтайкрайгаз». Активно газифицируется частный сектор (Заречье, Мочище, Спичка, пос. Нагорный), газифицирована одна малая котельная № 6. Частично обеспечены природным газом ПАО Газпром Новосибирскгазораспределение.
В Бийске находится Институт проблем химико-энергетических технологий Сибирского отделения РАН.
21 ноября 2005 года постановлением Правительства РФ городу присвоен статус наукограда.
В этот же момент к городу были присоединены поселки «Сорокино», «Фоминское», «Жаворонки», «Боровой», «Новый», «Нагорный», «Восточный», «Пухоперовая фабрика», «Нефтебаза», ст. «Чемровка», «Пригородный» (численность населения с 2005 года в городе Бийске стала указываться с учётом населения этих поселков, ранее не входящих в городской конгломерат)
В состав научно-производственного комплекса входят:
- ФКП «Сибприбормаш»,
- АО федеральный научно-производственный центр «Алтай» (оборонный комплекс),
- ФКП «Бийский олеумный завод» (производство взрывчатых веществ, серной кислоты, лакокрасочной продукции, агрессивных окислителей),
- ЗАО ПО «Спецавтоматика» (разработка и производство оборудования и систем пожаротушения),
- АО «Источник плюс» (производство модульных систем пожаротушения),
- ООО «Бийский котельный завод». (Занимается производством котлов и котельного оборудования. Работает с 1942 года, сейчас носит название ООО «Энергостройдеталь-Бийский котельный завод»),
- ЗАО «Алтайвитамины» (Производство лекарственных средств, витаминов, витамино-травяных сборов. Первый разработал препараты для лечения ожогов 3-4 степени),
- компания «Эвалар» (Фармокологическая корпорация, включает в себя АО «Эвалар», АО «ФармВест», аптечная сеть «Эвалар». Производство лекарственных средств, биодобавок, микроцеллюлозы),
- АО «Алтайская крупа» (производитель круп, хлопьев и муки).

Всё большее значение приобретает сфера малого бизнеса (в основном в сфере МФО и бенефицианства), расширяется сеть оптовой и розничной торговли.
Многие предприятия потеряли былую производственную мощность до 20-25 %, по сравнению с 1992 годом.
До 1992 года город полностью обеспечивал своей продукцией (лекарственные средства, оборонная продукция, сигареты, спички, продукты питания) не только оборонный комплекс России, но и большую часть республик бывшего СССР, и ближнее зарубежье.
Молочная продукция и сыры, производимые на Бийском молзаводе занимали призовые места на международных выставках во Франции, США, Японии, Германии.
Продукция Бийского мясокомбината и предприятия «Алтайвитамины», длительное время экспортировалась в Польшу, Чехословакию, Румынию, Болгарию.
Бийская табачная фабрика, Бийский льнокомбинат, Бийский спиртзавод, Бийский сахарный завод работали только на своей сырьевой базе, выращенных на собственных полях Алтайского края.
Годовой ВВП оценивается в 12 миллиардов долларов США.

## Транспорт

### Городской общественный транспорт
Городской общественный транспорт представлен автобусами, трамваями (15 маршрутов, см. Бийский трамвай) и маршрутными такси. Стоимость проезда в общественном транспорте составляет 40 рублей - в черте города, 50 рублей - пригородные маршруты.

### Автомобильный транспорт
Общая протяжённость улиц составляет 529 км, в том числе с твердым покрытием - 236,6 км (на 2020 год).
Наиболее важные автомобильные дороги, расположенные в городе:
- федеральная автодорога Р256 «Чуйский тракт». (До 2015 года «Чуйский тракт» начинался с Правого берега г. Бийска и оканчивался в с. Кош-Агач (Республика Алтай) в районе с границей с Монголией)
- региональные автодороги Бийск — Мартыново — Кузедеево — Новокузнецк, Бийск — Турочак — Артыбаш (Солтонский тракт), Бийск — Белокуриха, от которой есть ответвление в Чергу, называемое Старым Чуйским трактом.

Через реку Бию в черте города имеется три моста:
- Коммунальный мост, соединяющий Коммунарский переулок на правом берегу и улицу Шишкова на левом;
- Обводной мост на трассе Р-256, соединяющий поселок «Боровое» и с. Малоугренево с улицей Малоугреневская и Лермонтова.
- Наплавной (понтонный) мост, соединяющий улицу Песчаный карьер на правом берегу (спуск с улиц 2-я Набережная и Главэлеватор) и улицу Кожзаводская (Смоленский тракт в сторону г. Белокуриха) на левом. С 2006 года функционирует круглый год, за исключением периодов ледостава и ледохода. Проезд по этому мосту для автотранспорта платный (стоимость проезда легковых автомобилей 35 рублей)[65]. Обслуживанием занимается АО «Бийский речной порт».

Железнодорожный транспорт
С 1914 года Бийск соединён Бийской веткой через станцию Алтайская с Транссибирской магистралью. Планируется продлить ветку до Горно-Алтайска (пока ведутся переговоры на уровне глав района, которые категорически против строительства, так как большая часть участков железной дороги затрагивает священные места для местного коренного населения, в том числе и древние исторические памятники (петроглифы))
В 2009 году открылось новое здание железнодорожного вокзала, построенное на месте снесённого старого 1914 года постройки, была реконструирована прилегающая площадь Шукшина.
Железнодорожное сообщение осуществляется с Москвой, Новосибирском и Барнаулом.
Речной транспорт
На реке Бие расположен речной порт, обеспечивающий доставку грузов вплоть до устья Оби, включая выход в Северный Ледовитый океан.
Авиационный транспорт
В городе имелся аэропорт, открытый в 1953 году. Максимальную нагрузку аэропорт выполнял в 1980-90 годы. В то время осуществлялись вылеты в Барнаул, Горно-Алтайск, Алма-Ату, Красноярск, Новосибирск, Кемерово,  другие города и сёла. Аэропорт принимал самолеты третьего и четвёртого классов — Як-40, Ан-24, Л-410, Ан-2  и вертолёты. Последний раз аэродром в Бийске использовался в 2009 году для временного базирования авиации МЧС, участвовавшей в ликвидации последствий аварии на Саяно-Шушенской ГЭС. С 2009 года аэропорт законсервирован. Вопрос о реконструкции на данный момент собственником аэропорта не рассматривается.

## СМИ

### Пресса
Регулярно издаются газеты «Бийский рабочий», «Деловой Бийск», «Бийчанка», «Наш Бийск», «Бийские ведомости», «Работа в Бийске», «Рецепты здоровья»; журналы «Телесемь», альманах городской администрации «Бийский вестник», официальный печатный орган Администрации и Думы города «Муниципальный вестник».

### Цифровое эфирное телевидение
Все 20 каналов для мультиплекса РТРС-1 и РТРС-2; Пакет радиоканал, включает: «Вести FМ», «Радио Маяк», «Радио России / Алтайская ГТРК».
- Пакет телеканалов РТРС-1 (телевизионный канал 22, частота 482 МГц), включает: «Первый Канал», «Россия 1 / Алтайская ГТРК», «Матч-ТВ», «НТВ», «Пятый Канал», «Россия К», «Россия 24 / Алтайская ГТРК», «Карусель», «ОТР» / «Катунь 24», «ТВЦ».
- Пакет телеканалов РТРС-2 (телевизионный канал 33, частота 570 МГц), включает: «РЕН ТВ», «СПАС», «СТС», «Домашний», «ТВ3», «Пятница!», «Звезда», «Мир», «ТНТ», «МУЗ-ТВ».

Цифровое эфирное телерадиовещание в формате DVB-T2 в Алтайском крае ведётся филиалом РТРС «Алтайский КРТПЦ».

## Религия
С момента возникновения города среди населения преобладает православие. Первым религиозным сооружением в Бийской крепости стала деревянная часовня, построенная летом 1719 года. Колокол и утварь были присланы из Тобольска. В 1749 году после неоднократных прошений построена Петропавловская церковь, освященная 23 апреля 1751 года. Её настоятелем стал молодой священник Андрей Андронников. В 1766 году в приходе числилось 3816 душ обоего пола. В последующие годы в связи с ростом населения города и ростом его административного значения число храмов увеличилось. Бийск является центром Бийской епархии Алтайской митрополии РПЦ МП.
Мусульманская община в Бийске юридически оформлена в 2008 г. как организация «Приход соборной мечети». Она добивается разрешения на строительство мечети, однако пока безуспешно.

### Культовые сооружения
- Кафедральный собор Успения Пресвятой Богородицы;
- Собор Святого Александра Невского (Александровская церковь);
- Церковь Святого Александра Невского (пос. Одинцовский Посад);
- Церковь Святого Димитрия Ростовского;
- Собор Троицы Живоначальной (Троицкий собор);
- Церковь Троицы Живоначальной (с. Малоугренёво);
- Свято-Макарьевский крестильный храм;
- Храм в честь Покрова Пресвятой Богородицы;
- Макарьево-Покровский монастырь;
- Часовня памяти погибших от радиационных катастроф;
- Часовня Новомучеников и Исповедников Российских;
- Храм в честь Казанской иконы Божией Матери[72][73];
- Церковь Евангельских христиан Баптистов (ул. Достоевского 34а);
- Храм во имя Святого Иоанна Крестителя (освящён 2 августа 2014 г.);
- Храм Покрова Божьей Матери (освящён 25 сентября 2015 г.);

## Памятники и мемориалы
По состоянию на 1 сентября 2009 года в городе насчитывалось 230 охраняемых государством памятников истории и культуры и 54 памятника археологии.
- Памятник воинам-бийчанам (авторы Н. Н. Мотовилов и Ю. И. Гребенников) — мемориал, сооружённый на Советской улице, посвящённый подвигу бийчан в Великой Отечественной войне, включающий в себя центральную скульптурную форму, стены памяти, стелы бийчанам-героям, вечный огонь.
- Парк Победы — парк в восточной части Бийска, выходящий на набережную реки Бии, к городскому пляжу. В центре, на пересечении трёх аллей стоит каменная стела с фамилиями бийчан — Героев Советского Союза и полных кавалеров ордена Славы.
- Памятник «Камень скорби» жертвам политических репрессий во дворе бывшей тюрьмы НКВД. Надпись на памятнике: «Камень скорби памяти безвинных жертв тоталитарного режима, расстрелянных здесь, во дворе НКВД. Клянёмся никогда не забыть!» Открыт 30 октября 1990 года на средства Бийского горисполкома по инициативе отделения общества «Мемориал»[75].
- Памятник Петру I. Открыт в 2010 году в парке Гаркавого.
- Памятник В. И. Ленину на площади напротив Бийского городского суда.
- Памятник Петру и Февронии Муромским — покровителям семейного очага, символу любви и верности, открылся в сентябре 2011 года на ул. Л. Толстого, 160а. Автор монумента — скульптор Сергей Исаков[76].
- Памятник царской семье — единственный в России памятник, где семья Романовых изображена в полный рост, установлен в Александровском парке. Автор скульптурной композиции — скульптор Сергей Исаков[77].
- Памятник космонавту Г. С. Титову на ул. Социалистической.

## Факты
- Рядом с Бийском мог возникнуть Евангельск — советский Город Солнца на месте слияния Бии и Катуни пытался в 1927 году построить И. С. Проханов, лидер евангельских христиан СССР, двоюродный дедушка писателя А. А. Проханова. После вмешательства И. В. Сталина проект был заморожен.
- В Бийске находится один из трёх в стране (ещё есть в г. Минусинске и г. Рыбинске) памятников Ленину, где вождь изображён в шапке-ушанке[78].
- В 300 км южнее Бийска проходит трасса вывода на орбиту космических аппаратов, запускаемых с космодрома Байконур. При безоблачной погоде полёт ракет-носителей хорошо виден. Ракета-носитель «Союз» появляется над горизонтом через 6 минут после старта, а ракета-носитель «Протон» через 9 минут. Время видимости полёта около полутора минут. Хорошо виден момент отделения третьей ступени.[источник не указан 3106 дней]
- В Новосибирске на станции метрополитена «Речной вокзал» размещены витражи с изображением сибирских городов, до которых можно добраться водным путём, в их числе Бийск[79]. На витраже размещено стилизованное изображение фронтона пассажа Фирсова и конный возок, символизирующий, по-видимому, купеческое прошлое города. Автор — новосибирский художник Владимир Петрович Сокол[79].
- Именно с железнодорожного вокзала Бийска уезжают герои фильма «Печки-лавочки»[80].
- Значительная часть одного из первых советских кинофильмов — «Красный Газ» снималась в Бийске.
- Бийск является одним из мест действия романа Людмилы Улицкой «Лестница Иакова», где главный персонаж романа Яков отбывает ссылку[81].
- В Бийске происходит значительная часть событий одного из романов серии «Академия Вампиров» американской писательницы Райчел Мид.

## Люди, связанные с городом
- Барабанов, Олег Николаевич — профессор РАН, российский историк и политолог, программный директор Международного дискуссионного клуба «Валдай».
- Бессмертных, Александр Александрович — советский дипломат, с января по август 1991 года Министр иностранных дел СССР. Уроженец города Бийска.
- Бианки, Виталий Валентинович — советский писатель. Жил и преподавал в Бийске в период с 1919 по 1922 год. Он был одним из основателей Бийского краеведческого музея[82].
- Высоцкий Авраам (Аврум) Лейбович (род. 6 января 1884 г. (25 декабря 1883 г. по ст. стилю) в местечке Жорнище Липовецкого уезда Киевской губернии — ныне Винницкая область Украины), ум. 5 марта 1949 г. в Тель-Авиве) — писатель, врач и деятель сионистского движения. В Бийске поселился, вероятно, в 1908 г. (по документам — не позднее 1914 г.), оттуда в 1919—1920 гг. кружным путём эмигрировал в подмандатную Палестину[83].
- Рерих, Николай Константинович — русский художник, сценограф, писатель, путешественник, археолог, общественный деятель. Дважды останавливался в Бийске во время Центрально-Азиатской экспедиции, по пути из Барнаула и назад в 1926 году[84]. В 2002 году на здании гостинице «Деловой двор», позже сменившей название на гостиницу «Бия», в которой останавливались участники экспедиции размещена мемориальная доска[85].
- Каменский, Сергей Игоревич — российский спортсмен-стрелок, уроженец города Бийска. Серебряный призёр летних Олимпийских игр 2016 года в стрельбе из винтовки из трёх положений. Двукратный чемпион мира (в стрельбе из пневматической винтовки (10 метров) и в командных соревнованиях по стрельбе из винтовки из трёх положений (50 метров)).
- Кукушкин, Всеволод Владимирович — советский и российский журналист и писатель, родился в Бийске.
- Скалон, Антон Антонович — командир Иркутского драгунского полка генерал-майор от кавалерии герой Отечественной войны 1812 года. Уроженец города Бийска. Погиб 5 августа в бою под Смоленском. Похоронен французами 8 августа 1812 года в Смоленске в присутствии императора Наполеона со всеми воинскими почестями[86].
- Явич, Лев Самойлович (1919—2004) — советский учёный-юрист, родился в Бийске.

Почётные граждане
Список на 4 июня 2024 года:
- Абрамова Нина Семенова
- Ананьин Анатолий Андреевич
- Бузунова Людмила Андреевна
- Быкова Наталья Алексеевна
- Вольпе Симон Лейзерович
- Громогласова Лидия Фёдоровна
- Гуляев Александр Михайлович
- Догадаев Вячеслав Александрович
- Домникова Лариса Степановна
- Жданов Роман Александрович
- Зайцева Людмила Михайловна
- Изаак Яков Францевич
- Ильюченко Татьяна Викторовна
- Каленов Лев Владимирович
- Каменский Сергей Игоревич
- Карих Зоя Семеновна
- Клименко Екатерина Андреевна
- Ковязин Владимир Иванович
- Кошелев Юрий Антонович
- Никитин Юрий Александрович
- Никишаева Валерия Петровна
- Осипков Валерий Николаевич
- Прокопьева Лариса Александровна
- Рогожкин Семён Вячеславович
- Сакович Геннадий Викторович
- Симахина Галина Александровна
- Хлопонина Эмилия Германовна
- Чудаев Александр Михайлович
- Шарков Юрий Тихонович
- Шенцев Николай Михайлович
- Шпак Валентина Васильевна

## Бийск в топонимах
- Бийская улица есть в Бийске, а также в городах Алма-Ате, Артёме, Барнауле, Белокурихе, Владивостоке, Горно-Алтайске, Иркутске, Камне-на-Оби, Кемерове, Краснодаре, Красноярске, Нижнем Новгороде, Новокузнецке, Новосибирске, Павлодаре, Пензе, Петропавловске-Камчатском, Рубцовске, Томске, Тюмени, Улан-Удэ, Уфе, Хабаровске, Челябинске, сёлах Быстрый Исток, Новая Чемровка, Первомайское и посёлке Пригородном (оба — Бийский район, Алтайский край).
- Бийский переулок есть в Новосибирске (1-й Бийский переулок, 2-й Бийский переулок, 3-й Бийский переулок, 4-й Бийский переулок), Самаре, Орске, Перми, а также в районном центре Турочак (Республика Алтай).
- Бийский проезд имеется в Ставрополе.